# 國軍與解放軍間的駕機叛逃事件
| 飞行员脱逃起数统计 | 飞行员脱逃起数统计 | 飞行员脱逃起数统计 |
| 年代               | 國军               | 解放军             |
| ------------------ | ------------------ | ------------------ |
| 1940年－1949年     | 27起               | 0起                |
| 1950年－1959年     | 14起               | 0起                |
| 1960年－1969年     | 2起                | 4起                |
| 1970年－1979年     | 0起                | 1起                |
| 1980年－1989年     | 3起                | 8起                |

兩岸空軍叛逃事件是指中華民國空军飛行員駕機逃往大陆地区、中國人民解放军空军飛行員駕機逃往台湾地区，海峡兩岸之間发生的互相駕機脱逃事件。最早發生於1945年8月，时值第二次國共內戰开始。直至1990年代，海峡兩岸氣氛趨緩、逐漸通航，未有再發生。
從中國大陸逃往台灣者均是從山東或福建的解放军機場，飛往南韓或台灣本島。此外，人民解放军空军也发生过數起駕機脱逃苏联或越南的事件。

## 國軍飞行员脱离事件

### 1940年代以前
1930年2月，飞机驾驶员龙文光驾驶国民党川军刘湘部的美制O2U海盜式偵察機，自南京飞返四川时，因迷航油尽而迫降在宣化店镇西南的陈家河河滩上，被红军游击队缴获。1931年经过重新喷漆后，由徐向前代表鄂豫皖特区工农民主政府命名为列宁号。1931年5月，鄂豫皖特区工农政府军事委员会航空局成立，龙文光担任局长、钱均担任局政委。1932年10月，红四军西征时该机被掩埋。1932年9月10日，龙文光被国民政府逮捕，后于1933年8月9日以“带机投匪”的罪名在武昌被处死。

### 1945年－1948年
1945年8月20日，被汪精衛政權开除军籍的空军少尉飞行员黄哲夫（化名于飞），联络少校飞行教官周致和、少尉飞行员赵乃强（1980年代官至济南军区空军副参谋长）等，共4名飞行员2名机械士，驾驶立川一式高等練習機“建国号”从扬州直飞延安，加入八路军，之后驾驶该机运送人员前往东北，参与创办东北老航校。为掩护在南京、扬州从陆路投奔新四军的汪伪空军人员与家属，此事未公开。
1946年6月26日，空軍第8大队35中队上尉机长刘善本、副驾驶张受益、空勤机械师唐世耀、通信员唐玉文，驾驶530号美制B-24型轰炸机从成都飞往昆明航线时，改降延安。刘善本因反对國共內戰而脱离國軍。同机组的11人，包括六名乘客、四名机组人员，均对此行动一无所知。刘善本将机组人员和乘客分隔开来，一边哄骗机组人员称乘客要劫机，另一边哄骗乘客称机组人员要劫机，并表示自己中立立场，劝说双方顺从“劫机”。航机抵达延安后，有四名乘客要求遣返，被允许返回。刘善本后来参加创办东北老航校。1964年晋升少将。1968年在文化大革命中被折磨致死。
1948年9月23日，空军第4大队23中队上尉分队长杨培光驾驶一架美制P-51战斗机从北平起飞，飞抵辽源机场遭到地面炮火猛烈射击，于是被迫继续北飞到四平机场降落。
1948年12月16日，空军第8大队中尉飞行员俞渤、郝桂桥、陈九英，中尉领航员周作舟、张祖礼驾驶一架美制B-24轰炸机从南京起飞，准备轰炸南京大校场机场和总统府，当时蒋中正正在大校场机场空军俱乐部慰问空军将士。因投弹系统故障，5枚炸弹都落到南京城外燕子矶，之后轰炸机飞到解放军占领的石家庄。
1948年12月29日，空军第4大队23中队中尉飞行员谭汉洲驾驶一架美制P-51战斗机从青岛起飞，抵达沈阳北陵机场降落。

### 1949年

#### 1月
1月3日，杭州笕桥空军军官学校上尉飞行教官谢派芬（1948年11月加入中共）、中尉飞行教官蒋声翰在中共地下党员吕云荪的协助下，组织机务员李葆华、田维初、荀富贵驾驶一架美制C-46运输机从杭州起飞，飞抵郑州机场。
1月12日，杭州笕桥空军军官学校教育处上尉副官高全诤驾驶一架美制L-5通信机，从杭州起飞。原订计划飞往徐州，因天色昏暗迷途，在安徽宿县双石铺河滩迫降。
1月14日，空军第3大队28中队中尉飞行员阎承荫驾驶一架美制P-51战斗机从南京起飞，飞抵济南张庄机场。阎承荫的三哥是在抗战时期，发明空中降落伞雷的飞行教官阎雷。
1月15日，空军第20大队11中队中尉飞行员刘焕统、邹耀坤、宋宏儒，在青岛机场破坏停机库，驾驶一架美制C-46运输机起飞，飞抵沈阳。
1月27日，杭州笕桥空军军官学校飞行学员周梦龙、李延森利用飞行训练的机会，驾驶一架美制PT-17教练机从杭州起飞，飞抵合肥。
1月30日，中华民国民航局上海空中交通管制站站长邢国铮、空中交通管制站管制员刘书荣、华兴杭、飞行副驾驶李筠、机械员陈铁生，在中共地下党协助下，乘坐C-47客机从上海飞往青岛途中，劫持飞机降落济南，开创民航机投向共产党的首例。

#### 2月
2月2日，中华民国民航局上海龙华空中交通管制站助理管制员李愚和上海虹桥机场指挥塔台管制员刁家平，从上海驾驶一架美制L-5通信机脱逃，起飞后因机械故障在上海以北坠毁而受伤，后经中共地下党员安排，两人从地面到达解放区。
2月3日，空军第8大队中尉飞行员张雨农、任永寿、黄友寿、黄文刚，藉机务人员例行试机中午休息的机会，驾驶一架美制B-24轰炸机，强行从上海起飞，飞抵北平南苑机场。
2月19日，空军第10大队101中队中尉飞行员徐骏英、少尉飞行员魏雄英（中共地下党员）、中尉通信员赵昌燕、少尉领航员张镭，在中共地下党的协助下，从上海起飞，降落在济南。1952年6月7日，魏雄英在西藏执行空投任务时，撞山身亡。
2月22日，空军第10大队102中队中尉飞行员杨宝庆破坏停机库，驾驶第20大队的一架美制C-46运输机，从西安起飞。杨宝庆原订计划飞往北平，因燃料耗尽而迫降河北唐山。

#### 3月
3月7日，空军第1大队中尉飞行员王玉珂、空军军官学校上尉副中队长刘继广、中尉飞行教官禹庆荣（3人均为中共地下党员）从上海驾驶一架英制蚊式轟炸機飞抵河北石家庄。
同日，空军第10大队101中队中尉飞行员唐宛体（中共地下党员）、中尉通信员李学冕、机工长彭树新，从汉口驾驶一架C-46起飞，原计划飞往北平，因恶劣天气无法分辨航向，最终因燃料耗尽而在热河赤峰上空弃机跳伞，3人平安落地。

#### 4月
4月7日，空军第1大队3中队中尉飞行员梁惠福、汉口警备区少尉排长黄琪玲（国军92军军长黄翔之子）和小学女教员王亚蒙，藉黎明前警戒松懈混入机场，驾驶一架美制B-25轰炸机从汉口机场强行起飞，降落在郑州机场。
4月9日，空军第10大队中尉飞行员刁光弟（中共地下党员）、中尉领航员沈济世、少尉通信员王凡、少尉机械员徐迈、空军供应总处少尉军械官于振超、机工长罗锡龄、宋永信，在中共地下党的协助下，以试飞为名从上海驾驶一架C-46运输机起飞，飞抵济南。
4月17日，空军第8大队上尉飞行员杜道时，在第20大队机工长郝子仪的协助下，以两人驾驶第20大队的一架美制C-46运输机从台湾台中清泉崗空軍基地起飞，是从台湾驾机返大陆的首例。飞机降临徐州机场时，解放军误以为敌机来袭而组织对空射击，航机机翼被击中而降落，两人未受伤。

#### 6月－8月
6月15日，空军第11大队上尉作战参谋毛履武（中共地下党员），从汉中南郑机场驾驶美制P-47战斗机起飞侦察西安途中，因僚机故障返航，藉机会改变航道飞往河南安阳，安全降落。
8月25日，中央航空公司副驾驶李福遇（原中華民國空军轰炸机中队长、蒋中正专机副机机长，重庆谈判后送毛泽东回延安的专机机长），在中共地下党員的协助下驾机脱逃。李福遇在当日原准备前往广州白云机场观察飞机警卫情况，见中央航空公司有一架C-47型客机刚加满油，四周没有警卫，藉机会强行驾机起飞，经5个多小时飞行，安全抵达南京。

#### 10月－12月
10月16日，空軍第10大隊上尉飛行員江富考、乘員周震南、石建儒、陳尚明自臺灣嘉義空軍基地駕駛一架C-47運輸機，安全降落南京。
10月17日，空軍軍官學校飛行學員魏昌蜀藉午休警戒鬆懈機會，潛入高雄岡山空軍基地駕駛一架AT-6教練機強行起飛，於福建福州義序機場降落，其間曾遭中華民國空軍P-51戰鬥機掃射，機身3處中彈。
10月27日，中央航空公司副駕駛呂輯人、機械員領班蘇文煥、機械員楊兆藩、謝超群，駕駛DC-3客機從香港起飛，經由廣州、漢口飛抵北京。
11月9日，中央航空公司和中國航空公司在香港的2,000餘員工和80架飛機通電依附共產黨，當日有一架CV-240、三架C-46與八架C-47等機群飛往北京、天津，是为「兩航事件」。
12月26日，空軍第1大隊第3中隊中尉軍械員岳哲安從台中機場駕駛美制PT-17教练机，安抵福州機場。

### 1950年
1950年1月3日，空軍軍官學校第28期飛行學員李純，駕駛AT-6教練機從臺灣岡山機場起飛，於福建漳浦附近海灘上迫降。
1950年1月9日，空軍軍官學校第28期飛行學員黃永華，駕駛AT-6教練機從臺灣臺南機場起飛，在廣東潮安降落。

### 1951年－1989年
1951年3月27日，空軍第10大隊專機組少校飛行員戴自謹於臺北上空駕駛B-25轟炸機遭機械师史殿文劫持，降落上海江灣機場。
1951年9月12日，空軍軍官學校飛行學員劉希尚駕駛AT-6教練機從臺灣岡山機場起飛，隨後飛抵福建漳州機場。
1953年6月26日，空軍第1大隊少校領航員葉剛、第4大隊少尉飛行員孫志強，一起駕駛AT-6教練機從金門起飛，飛往大陸浙江。
1953年10月18日，空軍軍官學校飛行學員陶開府、監察總隊测向台见习机械士秦保尊駕駛AT-6教練機從臺灣岡山機場起飛，在福建漳州機場安全降落。
1954年2月19日，空軍第1大隊上尉作战參謀黃鐵駿、軍械士劉銘三，駕駛B-25轟炸機自臺灣新竹機場起飛，途中4次遇险。同机副驾驶方本成不同意回大陆，黄铁骏让他跳伞；遇到两架巡逻的战斗机，黄铁骏驾机穿云进雾变换航向避开；快到大陆上空时，左侧发动机突然起火，黄铁骏按照灭火程序将火扑灭并关闭事故发动机、单飞飞行。黄铁骏担心国军战斗机追上单发飞行的轰炸机，决定贴近海平面超低空飞往杭州机场。飞至浙江三門时，飞机无法爬高超越前面的大山，为保住飞机没有跳伞而是选择在黄豆地里迫降。
1954年10月26日，中華民國空軍軍官學校飛行學員胡弘一，駕駛AT-6教練機從臺灣岡山機場起飛，隨後飛抵福建同安。同年11月1日，前往追击AT-6的陳康殉職。
1955年1月12日，空軍少校金马陆空聯絡飞行作战指挥官郝学汤（后改名郝隆年）、第20大隊少校作战參謀王鍾達、空勤機工长唐鏡駕駛一架C-46運輸機，从臺灣台中機場起飛执行训练任务，飞行途中郝隆年持枪把唐鏡关入底货舱，并持枪胁迫副驾驶王鍾達，随后向塔台报告飞机发生故障，驾机降低到海平面数十米高度向福州飞行，途中遭台军舰舰炮拦阻射击，至福州機場上空又遭解放军高射炮射击。在福州机场上空，郝隆年将起落架放下后，突然发现襟翼放不下来了。原来关在下仓的机工长唐鏡把高压液压油管搞断，油都漏光了。危急时刻，王钟达协助郝操作飞机落地滑跑，有惊无险最终安全降落。
1955年2月23日，空軍軍官學校飛行學員劉若龍、朱寶榮駕駛1架PT-17教練機，自臺灣虎尾機場起飛，於福建平漳海灘上迫降，兩人獲得獎金人民幣1,000元。
1955年5月18日，空軍第3大隊第7中队中尉防逃參謀（原空军总司令部第二署中尉情报参谋）、第五届“國軍克難英雄”何偉欽駕駛P-47戰鬥機，從臺灣屏東機場起飛，於廣東海豐迫降。
1956年1月7日凌晨，空軍飛行員韋大衛藉臺北松山機場值班人員換哨時，與台北市警局事务员翟笑梧、陸軍總部士官梁楓劫持蔣緯國的A-170A型旅遊專機脱逃，最後成功迫降福建南安境內，獲得獎金人民幣8,000元，福建軍中首长葉飛設宴款待，毛泽东、周恩来、邓小平、彭德怀、叶剑英、荣毅仁等也相繼接見。
1956年8月15日，空軍軍官學校少校飞行教官黃綱存在冈山机场借三机编队训练之机，带学员驾驶驾驶美制AT16型高级教练机二号机起飞久，关闭了磁电机，飞机立时在空中发出了噼里啪啦的声音，不能维持飞行高度及速度。征得长机许可，离开编队返回机场。落地后机械人员检查未查出毛病，黄表示要空中单机试飞，并以安全为由，要求多加点油加满了左油箱，取得了单机、单人、单独飞行机会。10时45分起飞后转入超低空飞行。至11时55分，於福建仙遊迫降。拒绝了国家的黄金奖励，接受了8,000元人民幣的安家费，被任命为驻四川的解放军空军第十四航空学校某飞行训练团少校副团长，后晋升中校。1978年转业回山东家乡，任中国民航总局山东民航管理局副局长。

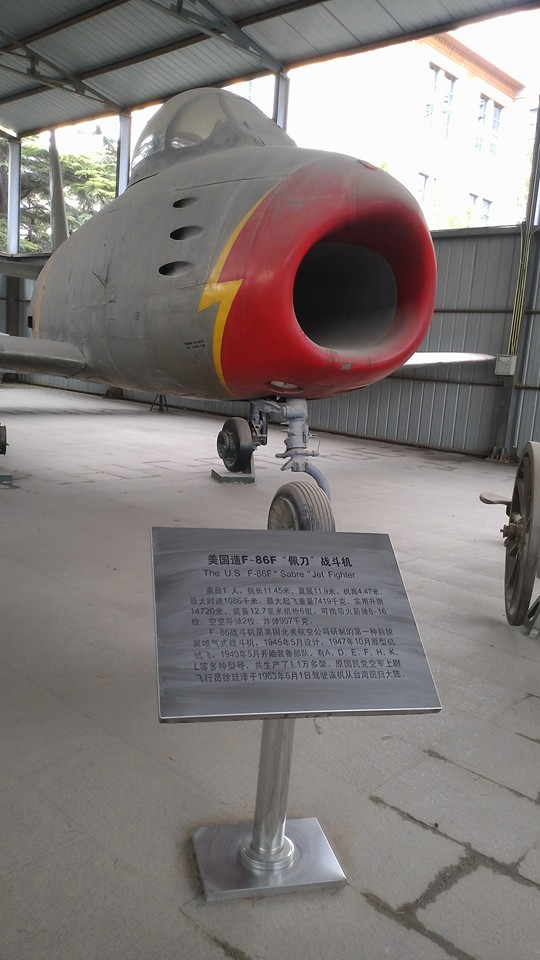
1963年6月1日，中華民國空軍上尉徐廷澤駕駛的F-86型戰鬥機，现存于中國人民革命軍事博物館

1963年6月1日，空軍第11大队第42中队空軍上尉飛行員徐廷澤駕駛F-86型戰鬥機自臺灣新竹機場起飛，飛抵福建龍田機場，他說，「在美國的控制下，台灣軍人過著屈辱的生活，美國控制著台灣的軍事機構和軍事活動。美軍顧問湯姆強姦了空軍總部一個上尉聯絡官的妻子，也無人過問……」，徐廷澤被授予少校軍銜，獲2,500兩黃金。解放军指派己方飞行员葛文墉对飞机进行试飞，以了解F-86同MiG-17各项性能之对比。之后，此架F-86戰鬥機被送到中國人民革命軍事博物館充當展品供人參觀。

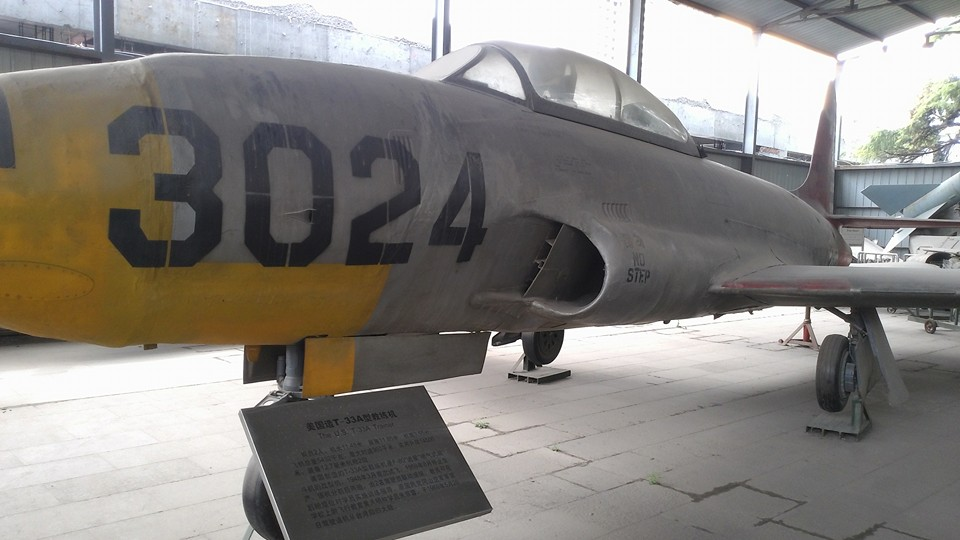
1969年5月26日，中華民國空軍上尉黃天明、空軍飛行學員朱京蓉駕駛的T-33型教練機现存于中國人民革命軍事博物館

1969年5月26日，空軍軍官學校上尉教官黃天明和飛行學員朱京蓉駕駛一架美制T-33教練機自臺灣岡山機場起飛，飛抵广东惠陽。
1981年8月8日，空軍第5聯隊少校考核官黃植誠駕駛一架美制F-5F戰鬥教練機，借考核新飛行員之便前往福建。途中因後座飛行學員許秋麟堅決要求回返臺灣，令其彈射跳傘，隨後於福建福州機場安全降落。黃植誠在此事件中獲獎金65萬元，並於1988年晉升上校。及后，擔任大陸廣東花都空軍軍校校長。复晋升空军少将，任北京军区空军副司令员。此外，中華民國國防部長高魁元因此事件而引咎辭職。
1983年4月22日，陸軍航空支隊少校分隊長李大維駕駛U-6A偵察機從臺灣花蓮起飛，於福建迫降，主輪折斷。李大維于此事件中獲獎金15萬元。因其出身於軍人世家，曾兩度獲称“中華民國國軍英雄”，該事件引起中華民國軍方連坐處份。
1989年2月11日，空軍第737聯隊中校林賢順駕駛F-5E戰鬥機，飛往中國大陸；因燃料耗盡後在廣東豐順上空棄機跳傘，左臂受傷。據當時台灣報載，林賢顺飛往大陸是因家中金錢支出太大，且懷疑基地長官與其妻發生婚外情。林贤顺傷癒後被授予中校軍銜；及后晋升空军大校军衔，任北京军区空军参谋长助理，也是最後一位逃往大陸的中華民國空軍軍官。

### 中国大陆政策
1962年7月25日，因為政治氣氛與意識型態，解放军发布通告，宣布对驾驶飞机、舰艇起义归来人员的奖励和联络方法。
1964年3月15日，再次发布通告，重申了对驾驶飞机起义归来人员的奖励方法，并公布了广东汕头、浙江青田和浙江路桥3个机场的航向、电台呼号和波长。
1988年9月11日，解放军鉴于两岸关系的缓和，宣布停止执行1962年颁布的对驾机起义的奖励方法。

## 解放军飞行员脱离事件

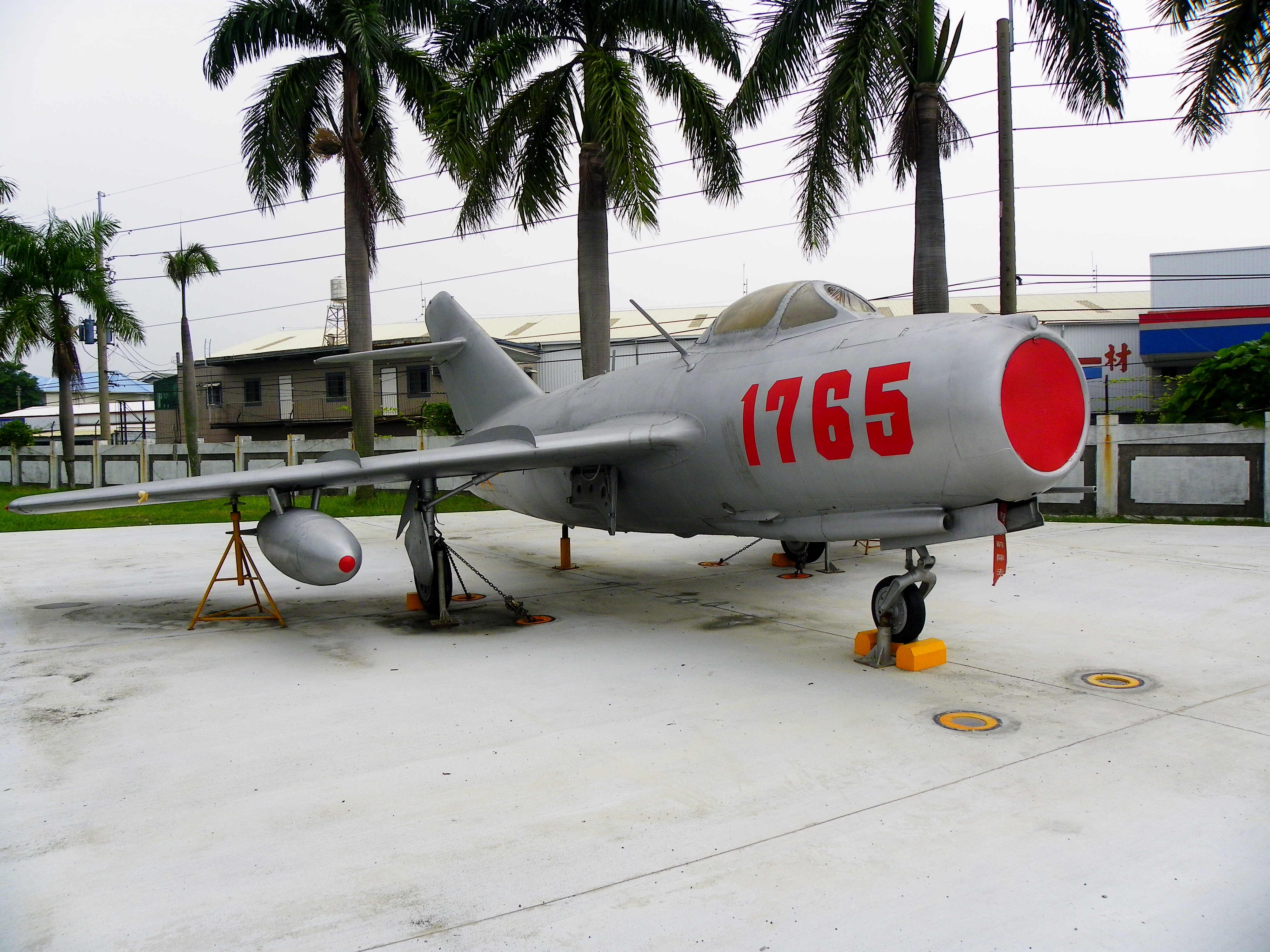
劉承司駕駛的MiG-15戰鬥機

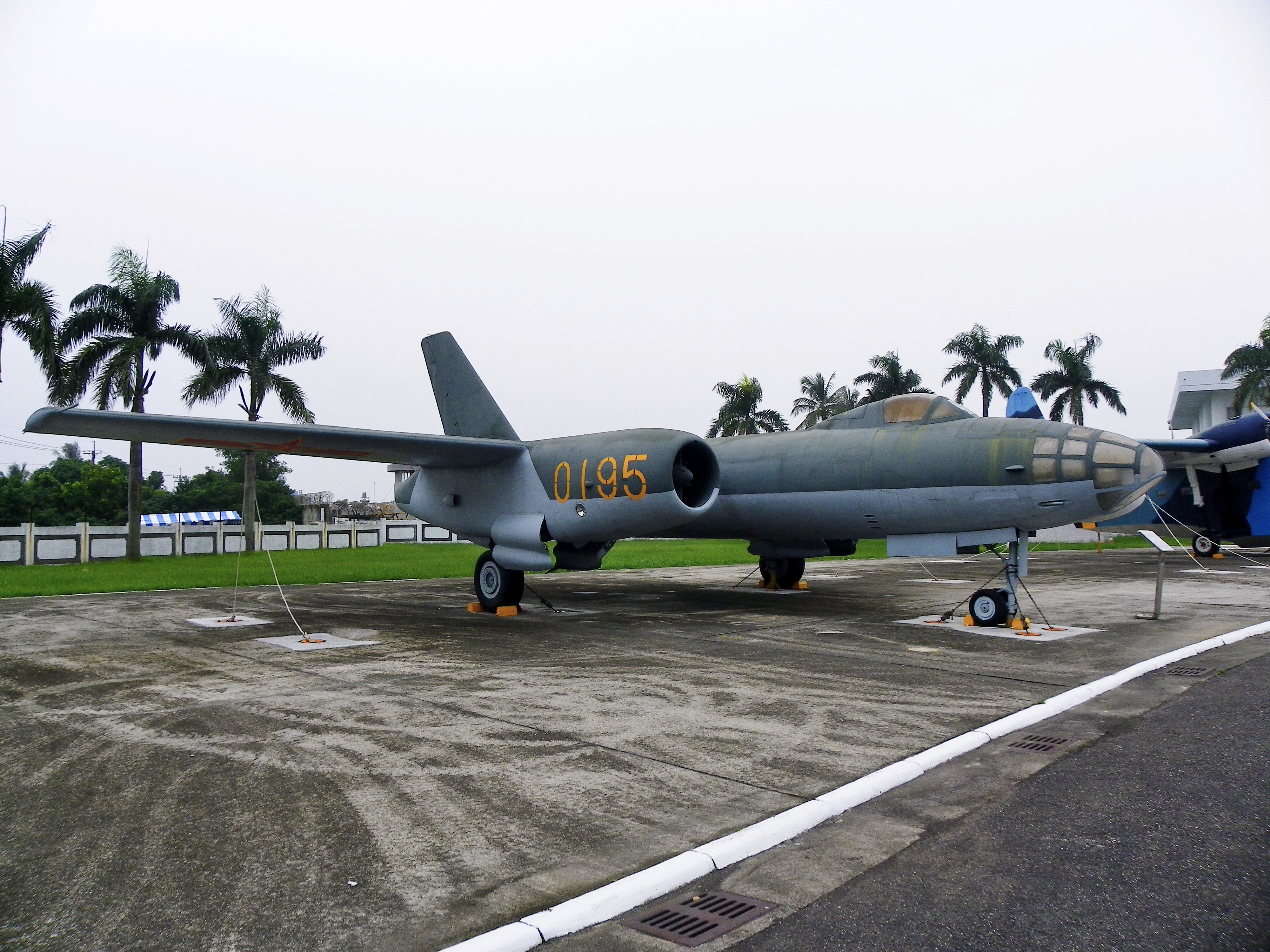
李顯斌、李才旺等駕駛的IL-28輕轟炸機

迄今为止，中国人民解放军共发生17起驾机逃向中華民國、苏联和越南的事件，其中5起失败，12起成功。
1960年1月12日，解放军海军航空兵第2師5團二大队在进行编队协同训练时，飞行员杨德才驾驶编号0651的米格-15战斗机，从浙江路桥起飞脱离编队飞往台湾。结果在台湾宜兰迫降时机毁人亡，機體曾於台北展示。这是中国人民解放军首架脱逃的军用飞机。
1961年9月15日，中国大陆民航飞行员邵希彦、高知学（到台湾后改名“高佑宗”，意为保佑其在大陆的家人不受连累）驾驶一架18132号安-2轻型运输机从山东胶县起飞，在韩国济州岛降落。两人于同年10月7日抵达台湾，获黄金500两。邵希彦就读于台湾大学外文系夜间部，毕业后赴美取得硕士学位，返台后在亞洲人民反共聯盟工作，成为国民党“反共宣传”的样板，1999年他退休后移民美国。高佑宗被安排在空军工作，负责心战业务，曾撰写1,000多万字的心战稿，还曾获颁“国军文艺铜像奖”，后在空军总部政二处上校副处长任内退伍。
1962年3月3日，解放军海军航空兵第6师第16团3大队8中队飞行员刘承司驾驶米格-15战斗机从浙江路桥起飞，飞抵台灣桃園軍机场。刘承司来自湖南，刚从航校毕业一年。飞行员入伍时，按规定可发给一隻手表，但他的大队长手表丢失，于是将应发给他的手表先补发给大队长，引起刘承司的不满。他在飞行时将买来的小闹钟套在脖子，被大队领导见到后，下令其停飞并写检讨报告。刘承司一开始拒绝，于是无法复飞。后来刘承司写出检讨报告，并积极要求复飞，大队领导同意其复飞请求。他抵台后获黄金1,000两，后加入中華民國空軍，升至空军电台上校副台长。
1965年11月11日，解放军空军第8师22大队李显斌驾驶伊尔-28轰炸机，从杭州笕桥机场起飞，在台灣桃園軍机场降落。降落時因未將鼻輪放出，導致機首座艙內领航员李才旺雙腿骨折，尾舱通信员廉保生著陸後自杀身亡。中華民國政府将3人全部称为“反共义士”。李显斌获得280万新台币的奖金，并加入中華民國空軍，以上校军衔退役。他在台灣时與張美雲結婚，1991年12月经由加拿大以台胞身份回乡探母，被青岛公安局逮捕，后被以投敌罪判处有期徒刑15年。最後由於得患胃癌，獲准提早於2002年5月獲釋，同年12月在上海病逝。李才旺伤愈后定居台湾，1976年加入美国籍。他在美國时表示本無意叛逃，并于1998年12月从美国回乡探亲。當時傳聞意外死亡的廉保生實為持配枪自殺，其後中國大陸政府根据李才旺及李显斌被抓的证词相同查清原委，取消其叛逃罪名，并追赠为革命烈士。2016年9月28日，廉保生的遺骨在台火化成骨灰後，由其後代迎回天津烈士陵園安葬。
1977年7月7日，解放军空军第2侦察机团1大队2中队中队长范园焱，驾驶编号3171的歼-6（米格-19）战斗机从福建晋江起飞后，直飞台南机场。范园焱获黄金4,000两，后加入中華民國空軍，被授予中校军衔，娶台灣小姐彭啟鈺。
1982年10月16日，解放军空军第1侦察机团1大队2中队飞行员吴荣根，驾驶一架歼-6从山东文登机场起飞后，谎报发动机空中停车，乘指挥塔台忙于实施特情处置程序时，以超低空全速飞抵韩国汉城K16空軍基地。同年10月31日抵达台湾，获黄金5,000两，加入中華民國空軍，授予少校军衔。他因為外型俊帥靦腆，經新聞媒體炒作，而成為當時台灣女性瘋狂熱愛對象的“阿根哥”。
1983年8月7日，解放军空军借调海军进行新型空对空导弹试验的飞行员孙天勤（試飛研究中心試飛團第二大隊副大隊長），藉试验飞行的机会，驾驶編號045的歼-7（米格-21）战斗机，从辽宁三十里堡机场起飞，飞抵韩国汉城南側K16空軍基地。这次脱逃创造解放军职务最高、机型最新的两项记录，韩国後來将飞机交还给中国政府。孙天勤于8月24日抵达台湾，获黄金7,000两，并加入中華民國空軍，授予上校军衔。後來與同為大陸投奔臺灣的音樂家李天慧結婚。
1983年11月14日，海军航空兵第6师第18团2大队中队长王学成，驾驶一架编号83065的歼-5（米格-17）战斗机从浙江岱山机场起飞，飛抵台灣附近表明投诚。中華民國空軍派遣两架F-5战机進行引导，因殲5戰鬥機油料不足，提前於台湾桃园國際机场著陸，降落時鼻輪爆胎。王学成获黄金3,000两，后加入中華民國空軍，授予少校军衔。这是歼-5型战机第一次到台湾。
1985年8月25日，解放军海军航三师七团副大队长萧天润，驾驶一架轟-5轟炸機从山东胶县飞往韩国，在韩国裡里市迫降时发生事故，领航员孙茂春死亡，萧天润受伤，并撞死地面的一名农民。9月20日，萧天润抵达台湾，获黄金3,000两並敘階少中校，同机的报务员刘书义则根据其要求，返回大陆。
1986年2月21日，解放军空军第4侦察机团第3大队正連職飛行員陈宝忠，驾驶一架编号3283的歼侦-6从辽宁沈阳于洪机场起飞，以超低空脱离编队飞往韩国水原空軍基地（K13）。4月30日抵达台湾，获黄金5,000两並敘階少校。
1986年10月24日，解放军海军航空兵第5师15团飞行员郑菜田，驾驶一架歼-6战斗机自山東烟台（牟平）萊山機場起飛，降落韓國清州空軍基地（K41）。他后来抵达台湾，获黄金5,000两並敘階少校。
1987年11月19日，解放军空军第49师145团三大隊七中隊中隊長刘志远，驾驶一架编号40208的歼-6丙战斗机从福建龙溪起飞，以超低空飞抵台中清泉崗空軍基地，获黄金5,000两並敘階少校。
1989年9月16日，空军航空兵第49师145团2大队飞行员蒋文浩中尉，驾驶40307号歼-6（米格-19）战斗机从福建漳州龍溪機場起飛，降落在金門機場。蔣文浩来自四川樂山，1965年12月3日出生。1986年畢業於空軍第十三航空學校，脱逃前總飛行時數600小時，三級飛行員。家有父母、小妹與外婆。他抵达台灣后获黄金2,000兩，並敘階中尉。上尉军阶退伍以后，热衷參與潜水及海底生态摄影。中華民國空軍後來在他的戰機上發現已加裝「電子防逃系統」，可能是之後再無解放軍飛行員叛逃之其中原因。

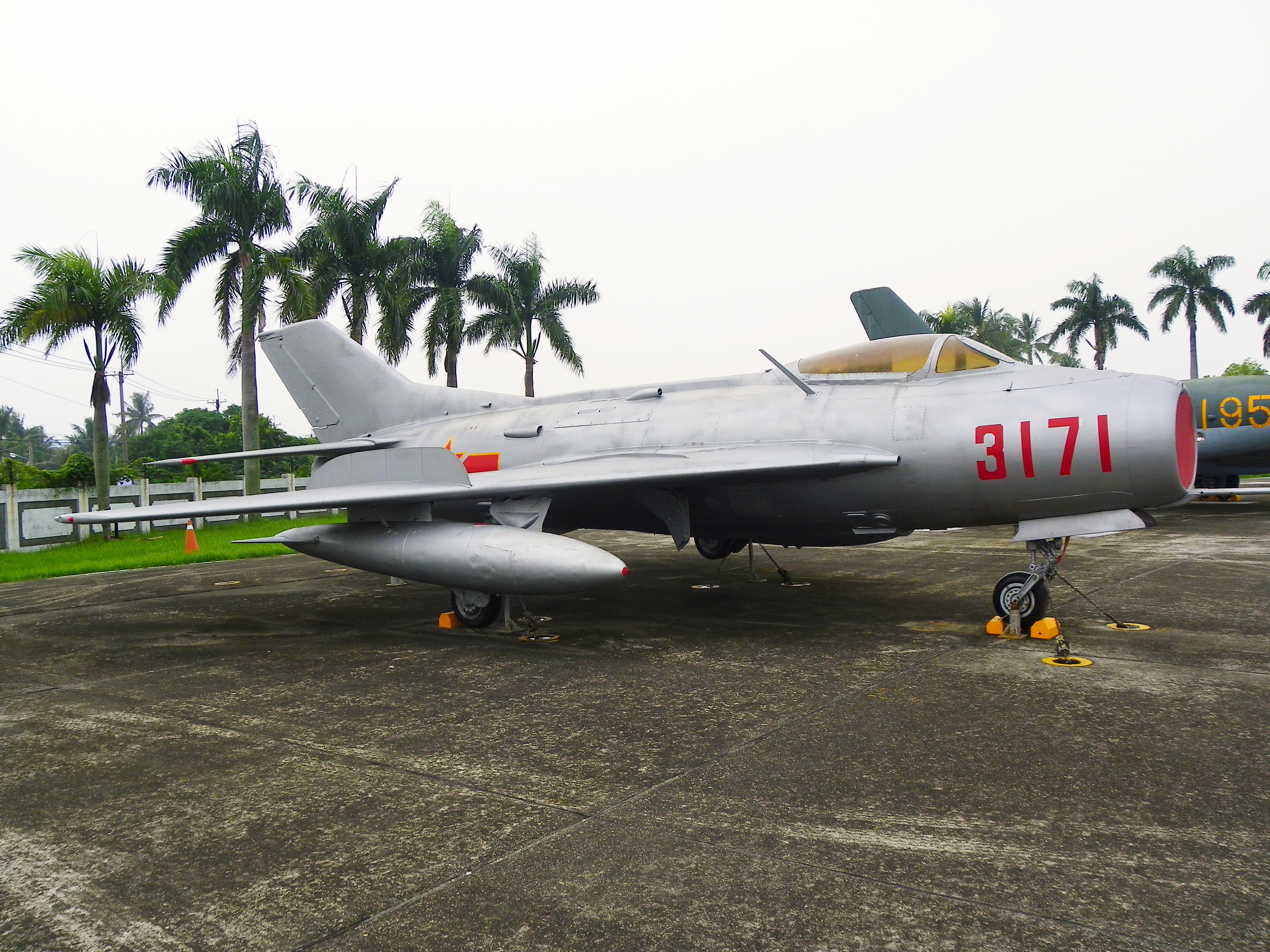
范園焱駕駛之MiG-19戰鬥偵察機
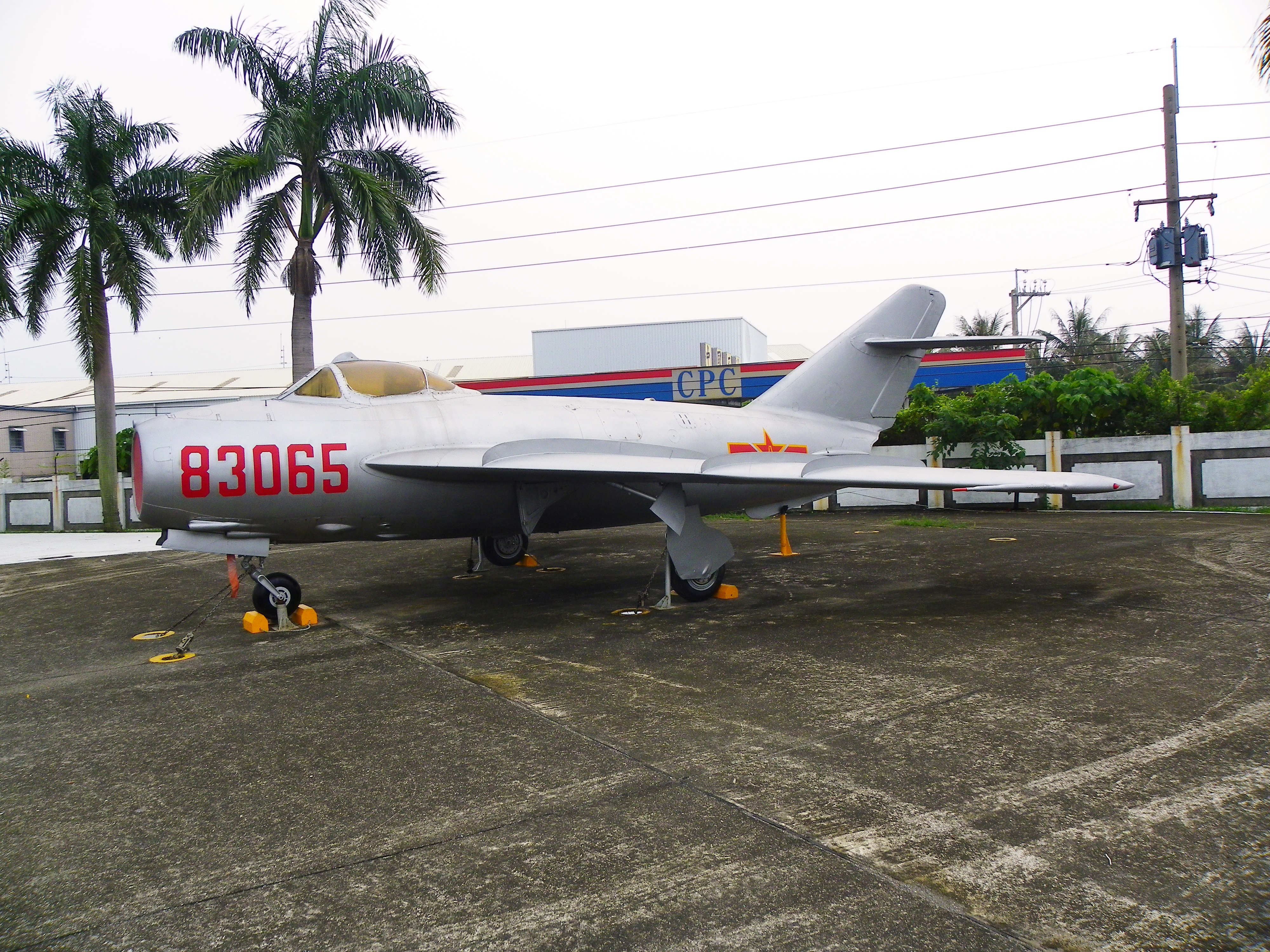
王學成駕駛之MiG-17戰鬥機
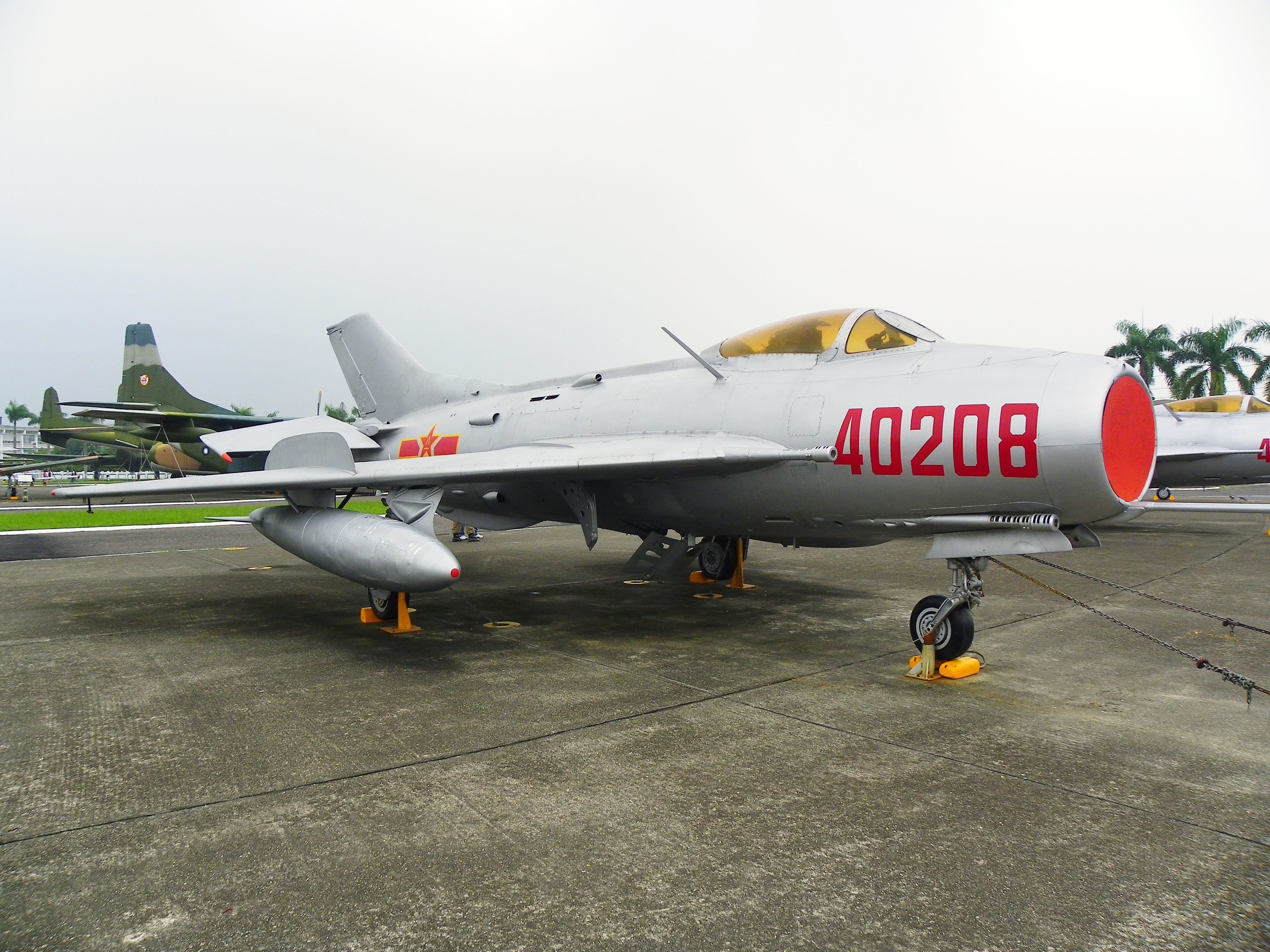
劉志遠駕駛之MiG-19戰鬥機
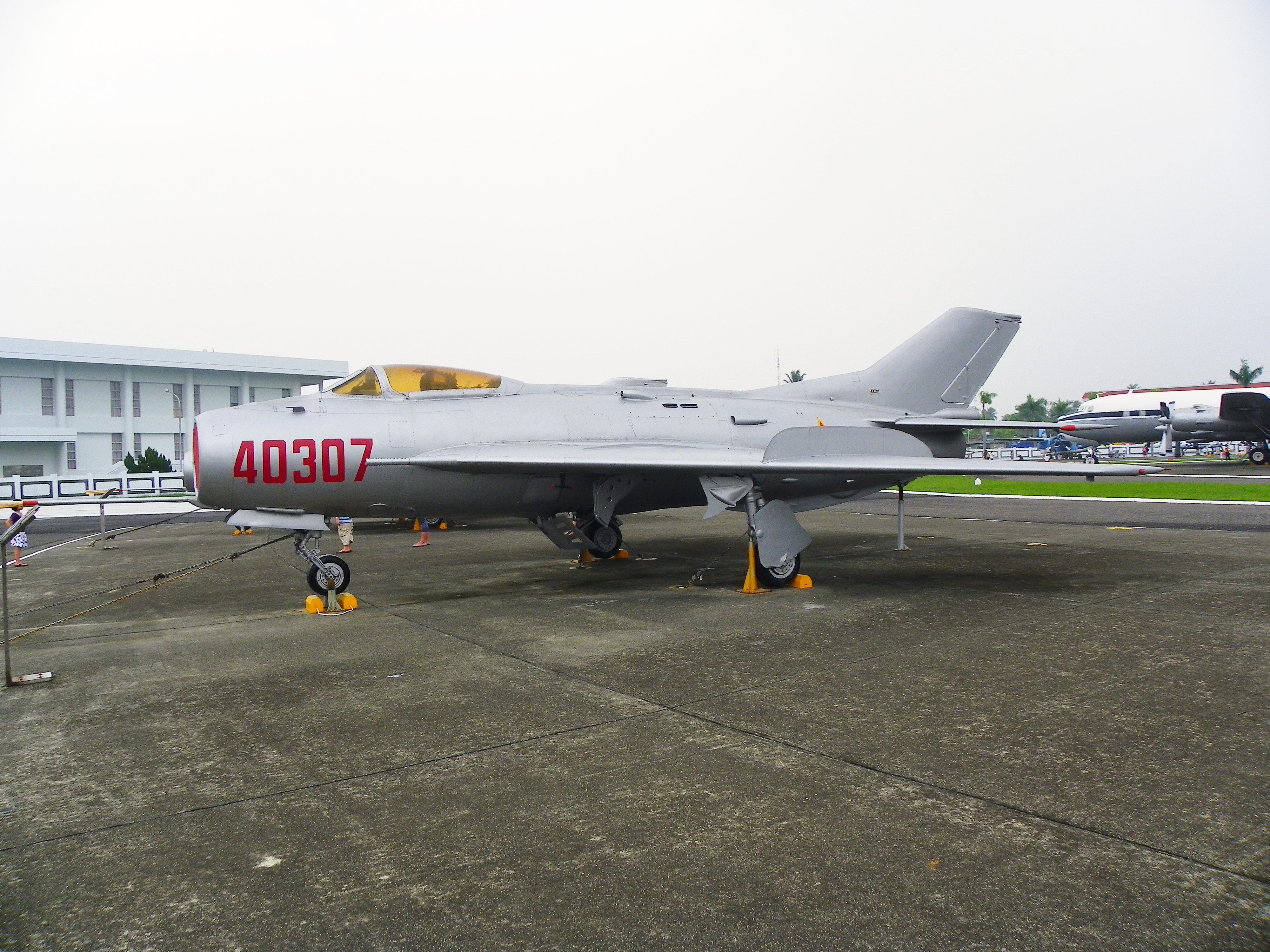
蔣文浩駕駛之MiG-19戰鬥機

### 中華民國政府政策
因為政治氣氛與意識型態，中華民國政府對於從大陸叛逃至台湾的解放军飞行员均贈予高額黃金，其中獎金數額與駕駛飛機種類有一定關聯。
- 邵希彦、高佑宗黃金500兩
- 刘承司黃金1,000兩
- 李顯斌黃金2,000兩、李才旺黃金1,000兩等
- 蔣文浩黃金2,000兩
- 王學成、蕭天潤黃金3,000兩
- 范園焱黃金4,000兩
- 吳榮根黃金5,000兩
- 陳寶忠、鄭菜田、劉志遠黃金5,000兩
- 孫天勤黃金7,000兩

## 外部連結
- 歷年反共義士駕機來台之各型戰機展示
- 台湾飞行员叛逃全纪录
- 解放军空军飞行员叛逃全纪录[永久]